# Final Cut Pro
Final Cut Pro – program do nieliniowej edycji wideo opracowany przez Apple Inc.; najnowsze wersje są przeznaczone dla systemu MacOS, gdzie konkurują przede wszystkim z oprogramowaniem Avid.
Jest to oprogramowanie mogące pobierać nagrania wideo wykonane na domowych kamerach MiniDV podłączonych przez FireWire, jak i profesjonalnych urządzeniach High-Definition digital video.
Apple przez jakiś czas rozwijał też Final Cut Express, który był tańszą, uproszczoną wersją Final Cut Pro dla domowych użytkowników, pozbawioną niektórych zaawansowanych narzędzi. Program, choć w uboższej wersji, obsługiwał zdecydowaną większość funkcji, całkowicie integrował się ze środowiskiem systemu operacyjnego Apple, zapewniał możliwość obróbki materiału już zgromadzonego (z wchodzącym w skład podstawowego wyposażenia) w programie iMovie.